# Hidrografija Rumunjske
Rumunjska je zemlja u kojoj jedna tekućica ima daleko veću važnost od bilo koje druge; Dunav jedna od najvećih europskih, ali i svjetskih rijeka. Protječe s oko 1075 km kroz Rumunjsku što čini oko 38% ukupnog njegovog toka. Sve rijeke većinom utječu u rijeku Dunav. Rumunjska ima i izlaz na Crno more. Jezera su uglavnom planinska, iako ima i kratkotrajnih koje naprave nizinske rijeke.

## Dunav
Dunav ima višestruko značenje za Rumunjsku. To je najduža Rumunjska rijeka plovna cijelim tokom kroz zemlju. U prošlosti rijeka je bila na nekim dijelovima teško plovna uzvodno, no to je regulirano brojnim hidroelektranama (od kojih je najznačajnija ona Đerdapska koja je sagrađena skupa s bivšom SFRJ). Od Dunava do Crnog mora napravljen je kanal do luke Constanta (najveće morske luke u Rumunjskoj). Tako je veliki plovni put Rajna - Majna – Dunav još više dobio na važnosti.
Druga velika važnost Dunava što se njegov les s ušća morskim strujama nanosi na morsku obalu Rumunjske pa je obala puna pješčanih plaža.
Treća velika važnost Dunava je njegov hidroenergetski potencijal. Na Dunavu ima mnogo hidroelektrana.
Četvrta je potencijal za navodnjavanje u poljoprivredno razvijenim nizinskim područjima.
Peto bogatstvo Dunava je njegovo bogatstvo ribom; jer glavnina ribolova otpada na riječni ribolov.

## Ostale rijeke
Sve rijeke pripadaju Crnomorskom slivu. Većina rijeka utječe u Dunav, a gotovo sve izviru u Karpatima. Najveće i najvažnije rijeke su: Samoš (Someş), Moriš (Mureş), Crisul, Timiš,  Jiu, Olul, Argesul, Ialomiţa, Siret i Prut. Većina rijeka bogata je vodom, a najveći su vodostaji nakon kopnjenja snijega i ranih ljetnih pljuskova, dakle kraj ožujka, travnja, svibnja i lipnja. Visok vodostaj je i u jesen.

## Jezera
Jezera s 2620 km kvadratnih čine nešto više od 1% površine Republike Rumunjske. Iako su različitog postanka najviše ih je ledenjačkih i vulkanskih. To su ujedno i turistički najatraktivnija jezera. U Vlaškoj nizini ima mnogo slanih jezera ali i nestalnih rječnih jezera nastalih izlijevanjem rijeka. Uz crnomorsku obalu ima mnogo limana i laguna od kojih su mnoga ljekovita. Tu se nalazi i najveće rumunjsko jezero Razelm. Uz prirodna jezera ima i puno akumulacija.

## Crnomorska obala
Rumunjska je crnomorska obala duga 245 km. Uglavnom je pjeskovita s brojnim lagunama i limanima, a južnije od Mamaje je strma. More je uglavnom plitko pa se ljeti zagrije na ugodnu temperaturu što s pjeskovitom obalom daje veliki turistički potecijal. Velik dio obale otpada i na deltu Dunava. Najveći je grad na obali Constanta.